# Isaac Pierson
Isaac Pierson (* 15. August 1770 in Orange, Province of New Jersey; †  22. September 1833 ebenda) war ein US-amerikanischer Politiker. Zwischen 1827 und 1831 vertrat er den Bundesstaat New Jersey im US-Repräsentantenhaus.

## Werdegang
Isaac Pierson besuchte private Schulen und absolvierte im Jahr 1789 das Princeton College. Nach einem anschließenden Medizinstudium am College of Physicians and Surgeons in New York City und seiner Zulassung als Arzt begann er in Orange in diesem Beruf zu arbeiten. 1807 wurde er bei der dortigen Stadtverwaltung als Assessor angestellt. Dieses Amt übte er ein Jahr lang aus. Zwischen 1807 und 1809 war Pierson als Sheriff Polizeichef im Essex County. Im Jahr 1827 wurde er Präsident der Medical Society of New Jersey.
In den 1820er Jahren wurde Pierson zum Anhänger von Präsident John Quincy Adams. Später schloss er sich der National Republican Party an. Bei den Kongresswahlen des Jahres 1826 wurde er im sechsten Wahlbezirk von New Jersey in das US-Repräsentantenhaus in Washington, D.C. gewählt, wo er am 4. März 1827 die Nachfolge von Daniel Garrison antrat. Nach einer Wiederwahl konnte er bis zum 3. März 1831 zwei Legislaturperioden im Kongress absolvieren. Nach dem Amtsantritt von Präsident Andrew Jackson  wurde innerhalb und außerhalb des Kongresses heftig über dessen Politik diskutiert. Dabei ging es um die umstrittene Durchsetzung des Indian Removal Act, den Konflikt mit dem Staat South Carolina, der in der Nullifikationskrise gipfelte, und die Bankenpolitik des Präsidenten.
1830 wurde Pierson nicht wiedergewählt. Nach dem Ende seiner Zeit im US-Repräsentantenhaus ist er politisch nicht mehr in Erscheinung getreten. Er starb am 22. September 1833 in Orange.